# Colegio Oficial de Arquitectos Vasco-Navarro
El Colegio Oficial de Arquitectos Vasco-Navarro (en euskera: Euskal Herriko Arkitektoen Elkargo Ofiziala) es el colegio profesional de arquitectos de la  Comunidad Foral de Navarra y del País Vasco (cuyo acrónimo es COAVN o EHAEO). Es una Corporación de derecho público creada por Real Decreto de 27 de diciembre de 1929 y delimitado su ámbito por Real Orden de 16 de julio de 1930.
El marco legislativo actual, derivado de la Constitución Española de 1978 y de la posterior liberalización de 1997, lo constituyen los Estatutos Generales de los Colegios Oficiales de Arquitectos y su Consejo Superior, aprobados por Real Decreto 327/2002 de 5 de abril, y el Estatuto particular del Colegio Oficial de Arquitectos Vasco-Navarro, aprobado por su Junta general Extraordinaria de 14 de marzo de 2003.
El Decano del COAVN es José María González-Pinto Arrillaga que dirige la corporación junto a la Junta de Gobierno y la Junta de Representantes. Este colegio profesional, cuya sede central está en la alameda de Mazarredo 69, 1º en Bilbao, la conforman a su vez las cuatro delegaciones territoriales de Navarra, Álava, Vizcaya y Guipúzcoa, que disponen igualmente cada una de ellas de una sede en las respectivas capitales de provincia. Al igual que el resto de Colegios Oficiales de Arquitectos de España, el COAVN pertenece al Consejo Superior de los Colegios de Arquitectos de España (CSCAE). 
El COAVN ha puesto en marcha una oficina de concursos, situada en el Decanato, con el propósito de defender los intereses de la profesión en este ámbito.
Está activa desde el pasado 3 de octubre de 2006, realizando, entre otras las siguientes labores:
- Seguimiento y recogida de las convocatorias, incidencias, novedades legislativas y modelos de documentación.
- Análisis de sus condiciones técnicas, contractuales y administrativas en general.
- Fichas tipo resumiendo la información de cada concurso.
- Elaboración de informes sobre convocatorias que no se ajustan a las buenas prácticas de contratación de trabajos de arquitectura y urbanismo. Estos informes son remitidos a los colegiados y a la Delegación Colegial del ámbito territorial de la convocatoria para que la Junta Directiva correspondiente actúe de la manera que crea más conveniente.
- Contacto con organismos convocantes para realizar análisis previos de convocatorias.
- Atención personalizada al colegiado que lo solicita.

También se pretende la elaboración de una documentación tipo que recoja los documentos más comunes exigidos en los trámites de presentación a los concursos como manera de agilizar estos trámites.
En una segunda fase se dispondrá de un que foro que posibilite el flujo de opiniones e intercambio de información entre los colegiados.
Durante este tiempo se han firmado convenios con Organismos atajando así procedimientos que resultaban perjudiciales para los intereses de la profesión.